# Gonzalo Macías (compositor)
Gonzalo Macías Andere (Huamantla, Tlaxcala, 17 de junio de 1958) es un compositor y pianista mexicano conocido en especial por sus obras mixtas y electroacústicas.

## Biografía
Gonzalo Macías nació el año 1958 en Huamantla, Tlaxcala.
Comenzó sus estudios formales de música en el Conservatorio de Puebla, donde estudió piano con Isaías Noriega y con Jorge Suárez en la Escuela Nacional de Música; en este mismo centro de música comenzó a estudiar composición con Federico Ibarra Groth. En el Conservatorio Nacional de Música estudió análisis de la música del siglo XX con Mario Lavista.
Recibió una beca por el gobierno francés para estudiar composición con Sergio Ortega, análisis musical con Betsy Jolas y orquestación con Gérard Grisey.
Estudió música electroacústica en el conservatorio de Boulogne de París. Con una beca de la UNAM pudo asistir a la Fundación Royaumont. Realizó sus estudios doctorales en la Universidad de Lille Nord-de-France, específicamente en Lille 3, titulándose en 2004 con la tesis: “Convergence de la pensée instrumentale et de la pensée électroacoustique : techniques d'écriture mixte, à partir de l'analyse de pièces de quatre compositeurs mexicains : Manuel Enríquez, Héctor Quintanar, Javier Álvarez et Gonzalo Macías”, bajo la dirección de Jean-Marc Chouvel.

### Trayectoria artística
Tiene experiencia docente como profesor de composición en la Escuela de Música de la Benemérita Universidad Autónoma de Puebla y la UNAM. En 1992 recibió la medalla Mozart por la Embajada de Austria en México y la Fundación Cultural Domecq.
Su obra se ha presentado en diversos países y en ciudades de México. El 16 de octubre de 2001 presentó su pieza electrónica La Mise à Mort en la Sala SCD en Santiago de Chile. Su pieza para piano y medios electrónicos Hoquetus fue presentada en el Foro de Música Nueva Manuel Enríquez. Compuso la primera pieza mixta para acordeón y dispositivo electrónico en México.
Ha compuesto música para obras de teatro como Galería de moribundos, Clipperton, Casanova o la humillación, La oscura raíz, Demonios, El censor, Belice, entre otras más.

## Obra
- Un ave cae (con el escritor Eduardo Padilla)[11]
- Límites itinerantes, para viola sola, ensamble orquestal (flauta, oboe, dos clarinetes, corno, fagot, marimba, arpa, piano, quinteto de cuerdas), y dispositivo electrónico.
- Ex-In, para cuarteto de percusiones, dos pianos y dispositivo electrónico.[12]
- Pasacalle, para flauta, clarinete bajo, piano y dispositivo electrónico.
- Color, clarinete en si bemol, acordeón, piano y dispositivo electrónico.
- Hoquetus, para piano y dispositivo electrónico.[13]
- Bésame azul, para clarinete bajo y dispositivo electrónico.
- Sinn, para guitarra.[14]
- Soufflée, para percusiones.[15][16]
- Bésame dos veces, para quinteto de alientos.[17]

## Discografía

### Monográficos
- Límites itinerantes (2008), disco que recopila obras escritas para algunos de los instrumentistas más destacados de México. Las obras mezclan dotaciones instrumentales diversas con dispositivo electrónico. Las piezas que Macías compuso para este proyecto fueron el fruto de trabajo de seis años como miembro del Sistema Nacional de Creadores de Arte.[18][19] Lista de tracks:

1. Color. Fernando Domínguez, clarinete en si bemol; Antonio Barberena, acordeón; Mauricio Ramos, piano
2. Hoquetus. Krisztina Deli, piano.
3. Bésame azul. Fernando Domínguez, clarinete en si bemol.
4. Ex-In. Tambuco, cuarteto de percusiones; Józef Olechowski, piano; Mauricio Náder, piano
5. Pasacalle. Ensamble 3: Salvador Torre, flauta; Fernando Domínguez, clarinete bajo; Mauricio Náder, piano
6. Límites itinerantes. Omar Hernández-Hidalgo, viola; Orquesta de Baja California, dir. Iván del Prado

### Inclusión en otros discos
- Tambuco - Grabaciones de estreno (Quindecim Recordings), 2001.[15][20]
  - Track 2: Soufle
- Tañendo recio: Música para guitarra, interpretadas por Pablo Gómez (Quindecim Recordings), 2001.[21]
  - Improvisación II para guitarra y medios electrónicos.
- Oboemia. Música mexicana para oboe solo, Carmen Thierry, oboe (Tempus), 2011.[22]
  - Canción, para oboe solo
- ¿De que lado…? Música de nuestro tiempo y de ambos lados del Atlántico, Anna Margules, flautas de pico (Verso), 2012.[23]
  - Bruissement, para flauta
- Personæ. Poesía Mexicana y Electroacústica (Motín Poeta/Instrumenta Oaxaca).[24]
  - Un ave cae, con poesía y voz de Eduardo Padilla
- Fernando Domínguez - Negro Fuego Cruzado (Urtext), 2016.[25]
  - Bésame azul, para clarinete bajo y dispositivo electrónico.
- Ensamble Maderaire - Al interior del viento. Música de compositores poblanos, 2018.[26]
  - Bésame dos veces, para quinteto de alientos.
- Iracema de Andrade - Aleaciones. Música para cello eléctrico y sonidos electroacústicos, Cero Records, 2019.[27]
  - Script (2018), para cello eléctrico de 5 cuerdas, sonidos electroacústicos y video.

## Publicaciones
- Macías, Gonzalo (2011). «Chroniques la création mexicaine des pièces mixtes de 1980 à nos jours». Filigrane. Musique, esthétique, sciences, société. ISSN 2261-7922.[28]